# Anexión de Tarija, Salta y Jujuy a la Confederación Perú-Boliviana
La anexión de Tarija a la Confederación Perú-Boliviana, fue el proceso de incorporación de la provincia de Tarija en cierta manera ilegítima, —reclamada como el Departamento de Tarija del Estado Boliviano— así como el conflicto bélico denominado Guerra de Tarija entre la Confederación Perú-Boliviana, y la Confederación Argentina. El Departamento de Tarija era hasta ese entonces una provincia rioplatense.  
En 1838, Andrés de Santa Cruz pretende anexar a a la Confederación Perú-Boliviana,  las provincias rioplatenses de Tarija, y parte de la puna de Salta y Jujuy, en el que se hallan las poblaciones de Santa Catalina, Yavi, Santa Victoria, Cangrejillos, El Hueso, Abra Pampa, Cochinoca, Pastos Chicos, y otras. Esta región coincidía con los territorios del Marquesado de Valle de Tojo o Marquesado de Yavi, abolido en 1816. Puso esa región dentro  de un nuevo Departamento de Tarija.

## Antecedentes

### Cuestión de Tarija

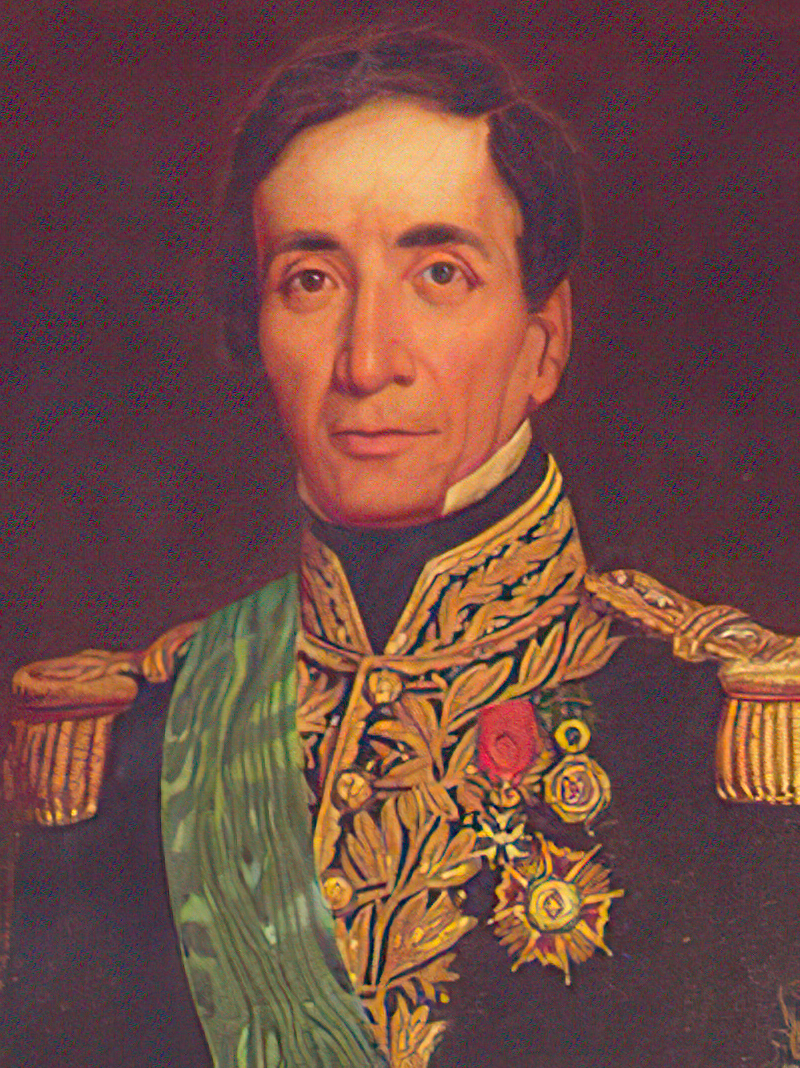
Andrés de Santa Cruz,Presidente de Bolivia (1829-1839), Supremo Protector de la Confederación Perú-Boliviana (1836-1839)

El 24 de septiembre de 1831 el presidente de Bolivia, Andrés de Santa Cruz, promulgó la ley que erigió a la Provincia de Tarija en Departamento, ya que hasta entonces era una provincia de facto del Departamento de Potosí. Aunque se creía que en 1831 Tarija pasaría de ser provincia a departamento, sería recién el 26 de octubre de 1839 donde sería reconocida y erigida como departamento, donde también se nombró a su primer prefecto Manuel Dorado. 
En febrero de 1833, el Encargado de Relaciones Exteriores de la Confederación Argentina, Juan Manuel de Rosas, realizó gestiones para reclamar la devolución del Departamento de Tarija, que era reclamada como la Provincia de Tarija de la Confederación Argentina.
| Territorio en disputa: | Reclamado por:               |
| ---------------------- | ---------------------------- |
| Departamento de Tarija | Confederación Perú-Boliviana |
| Provincia de Tarija    | Confederación Argentina      |

### Cuestión de Salta y Jujuy
En 1831, antes de la batalla de La Ciudadela los unitarios ya habían sido apoyados por Santa Cruz (Presidente de Bolivia) en su lucha contra Facundo Quiroga. Cuando los unitarios de Salta comprendieron que la derrota era inminente ofrecieron al presidente boliviano incorporar esa provincia a Bolivia. 
El 25 de octubre de 1831, Rudesindo Alvarado se dirigía a Santa Cruz diciendo:

"Es necesario descubrir al mundo que los vínculos que han unido estos pueblos [Salta] a la República Argentina están de dro. disueltos, quizás sea preciso se encargue U. de estos pupilos en obsequio a la humanidad y a la civilización, está en la buena inteligencia de los sensatos, está también en la conveniencia de las masas".
Rudesindo Alvarado, 1831

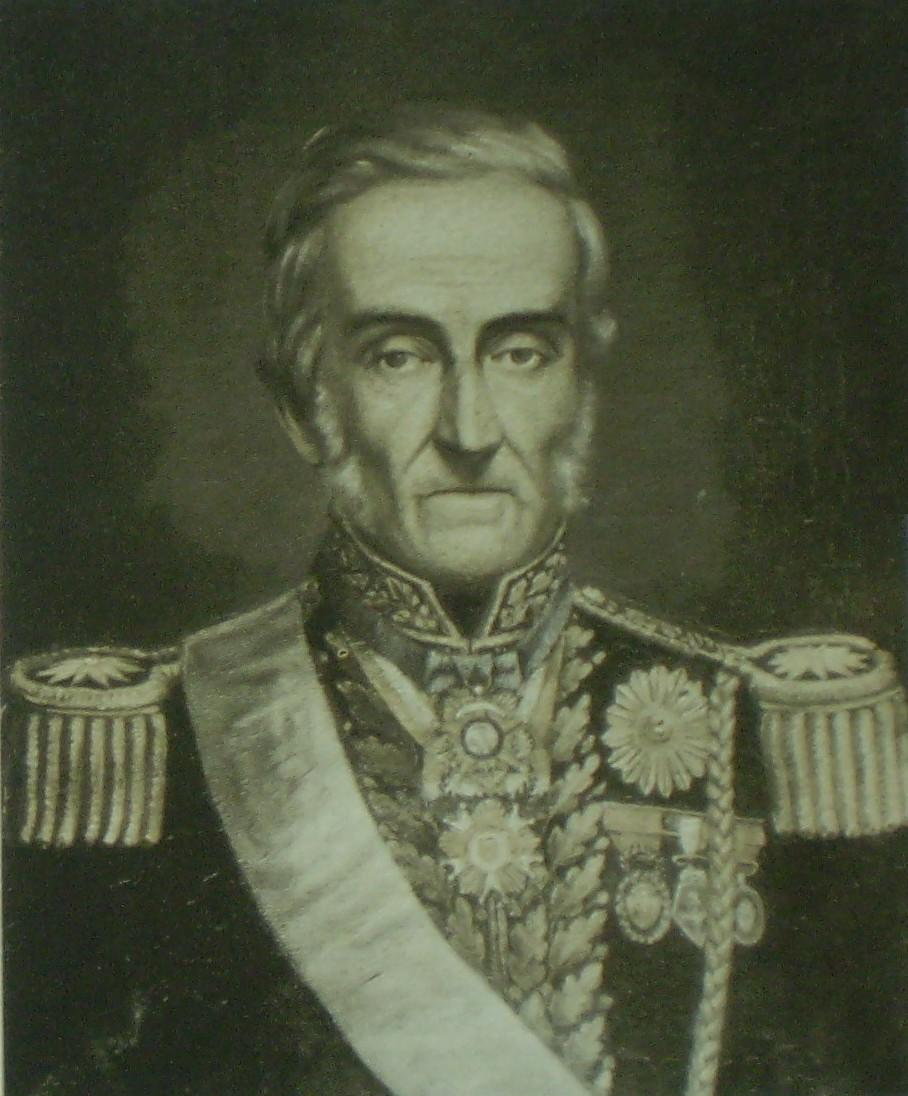
Rudecindo Alvarado, político argentino unitario.

El 1° de diciembre del año 1831, Facundo de Zuviría, desde Mojo, se dirige también Santa Cruz en estos términos:

“Por sobre todo lo expuesto, no desconozco, que todo paso del Gobierno de Bolivia en nuestro favor podría comprometerlo a una guerra exterior que a toda costa están en su política evitar: pero, en primer lugar, arbitro Salta para disponer de sus suerte, ni ofende en hacerlo ni agravia a nadie, quien la proteja y acoja.

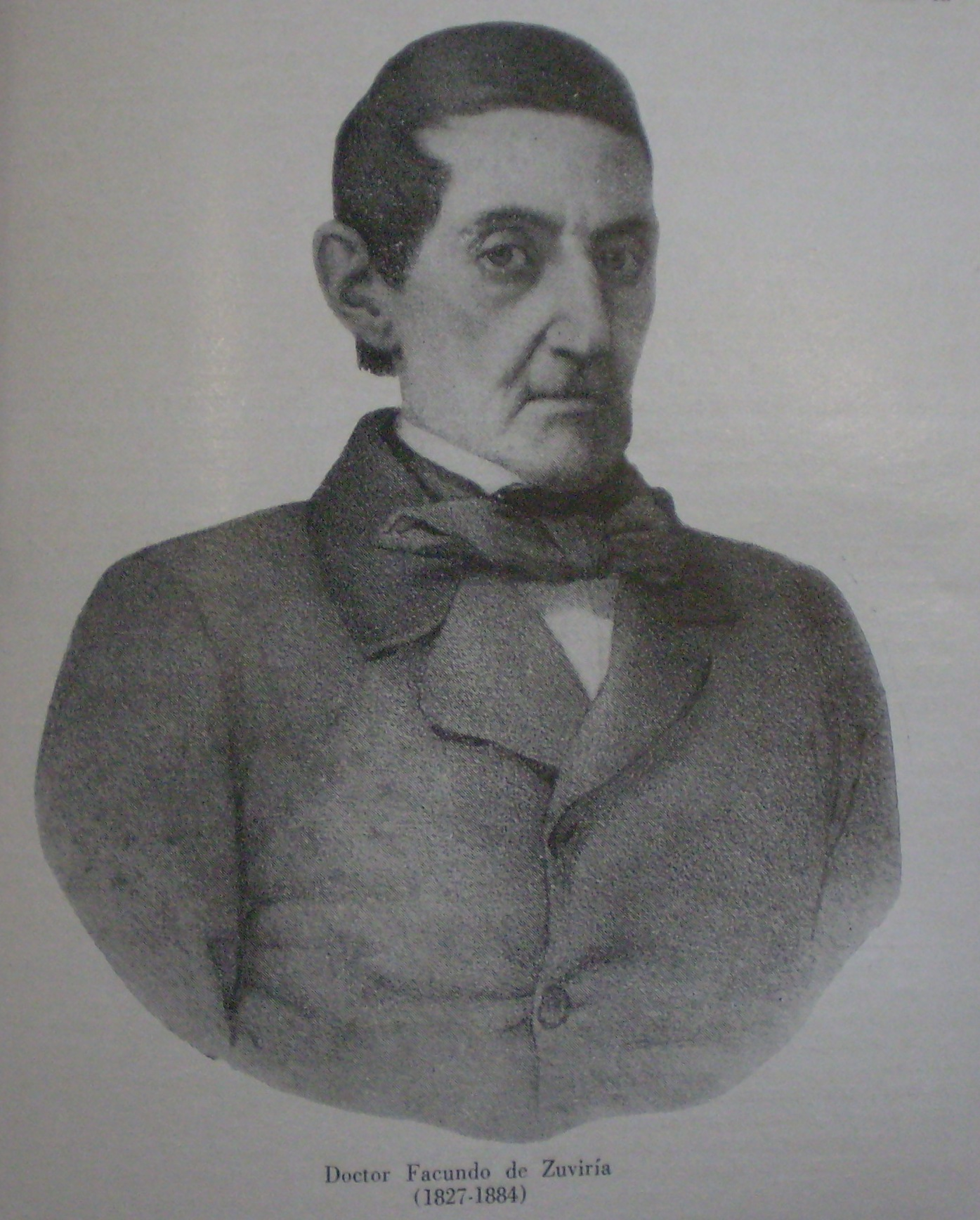
Facundo Zuviría, político argentino unitario.

Por muchos años Salta ha sido y es soberana e independiente; y en uso de su soberanía es, que hoy quiere desligarse de una asociación que le es funesta, y que solo tiende a destruirla y devastarla, en el caso que supone la ley.

Además, V. E. no ignora, cuantos esfuerzos ha hecho Salta por la Paz: ha ofrecido acceder a cuantos protestan sus enemigos, con tal que se salven la vida y fortuna de sus habitantes: Todo se ha tentado infructuosamente; y ya no queda a aquella Provincia (Salta) otro destino, que el de ponerse bajo la protección de Bolivia, o sepultarse bajo sus ruinas”.
Facundo de Zuviría, 1831

### Cuestión de los Unitarios

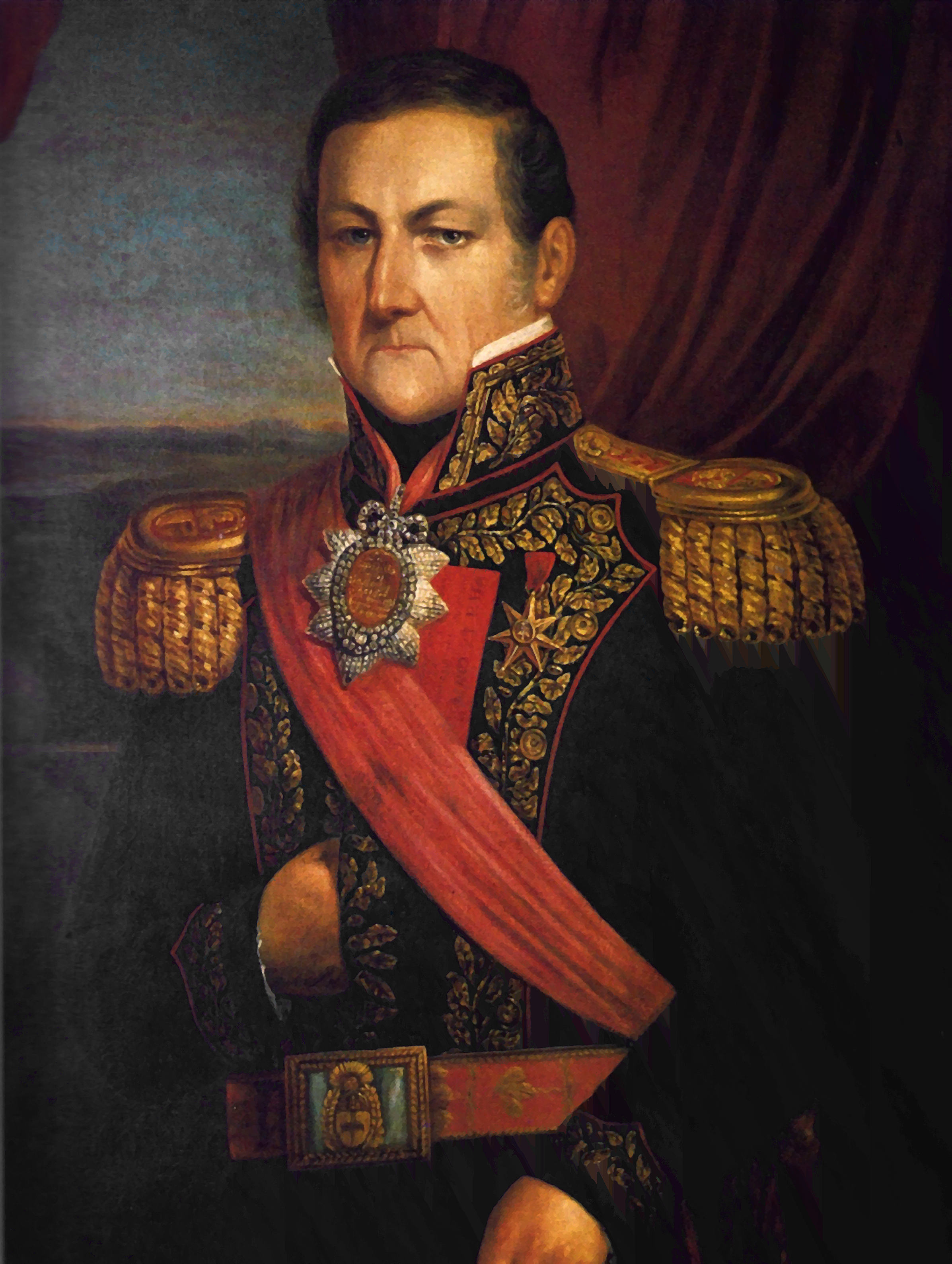
Juan Manuel de Rosas, Encargado de las Relaciones Exteriores de la Confederación Argentina (1835-1852)

Hasta 1837, tanto Tarija, como Montevideo, se habían convertido en una base de operaciones de los argentinos unitarios, quienes eran enemigos del partido federal que gobernaba a la Confederación Argentina; los cuales realizaron al menos cuatro incursiones desde el sur de Bolivia a las provincias del norte argentino en los años previos a la guerra entre confederaciones. Rosas sospechaba que Santa Cruz usaba a los unitarios, en alianza con el presidente uruguayo Fructuoso Rivera, para apoderarse de las provincias del noroeste argentino, como lo había hecho en el Perú, para conformar la Confederación Perú-Boliviana. 
En septiembre de 1836 el agente confidencial chileno Francisco Javier Rosales le mostró a Rosas documentos en ese sentido, que confirmaban los rumores de que el unitario Juan Galo Lavalle estaba en tratos con Santa Cruz para constituir un Estado entre la Argentina y Bolivia.

### Tensiones fronterizas
En agosto de 1835 fuerzas argentinas ingresaron en territorio boliviano para apresar a José Antonio Reinafé y a Cornelio Moyano, lo cual agudizó las tensiones fronterizas. El 13 de febrero de 1837 se produjo un incidente fronterizo cuando una partida boliviana penetró en territorio argentino en la zona de Cochinoca en busca del coronel José Cáceres, quien se encontraba reclutando soldados y lo apresaron; el mismo día, Rosas declaró cerrada toda comunicación comercial, epistolar y de cualquier género entre los habitantes de la Argentina y los de Perú-Bolivia.

## Guerra entre la Confederaciones

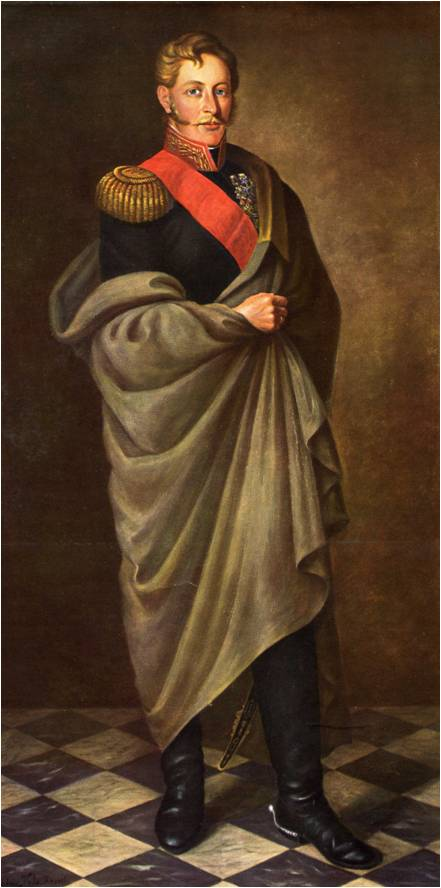
Otto Philipp Braun, Comandante de las operaciones en el frente sur del Ejército Unido

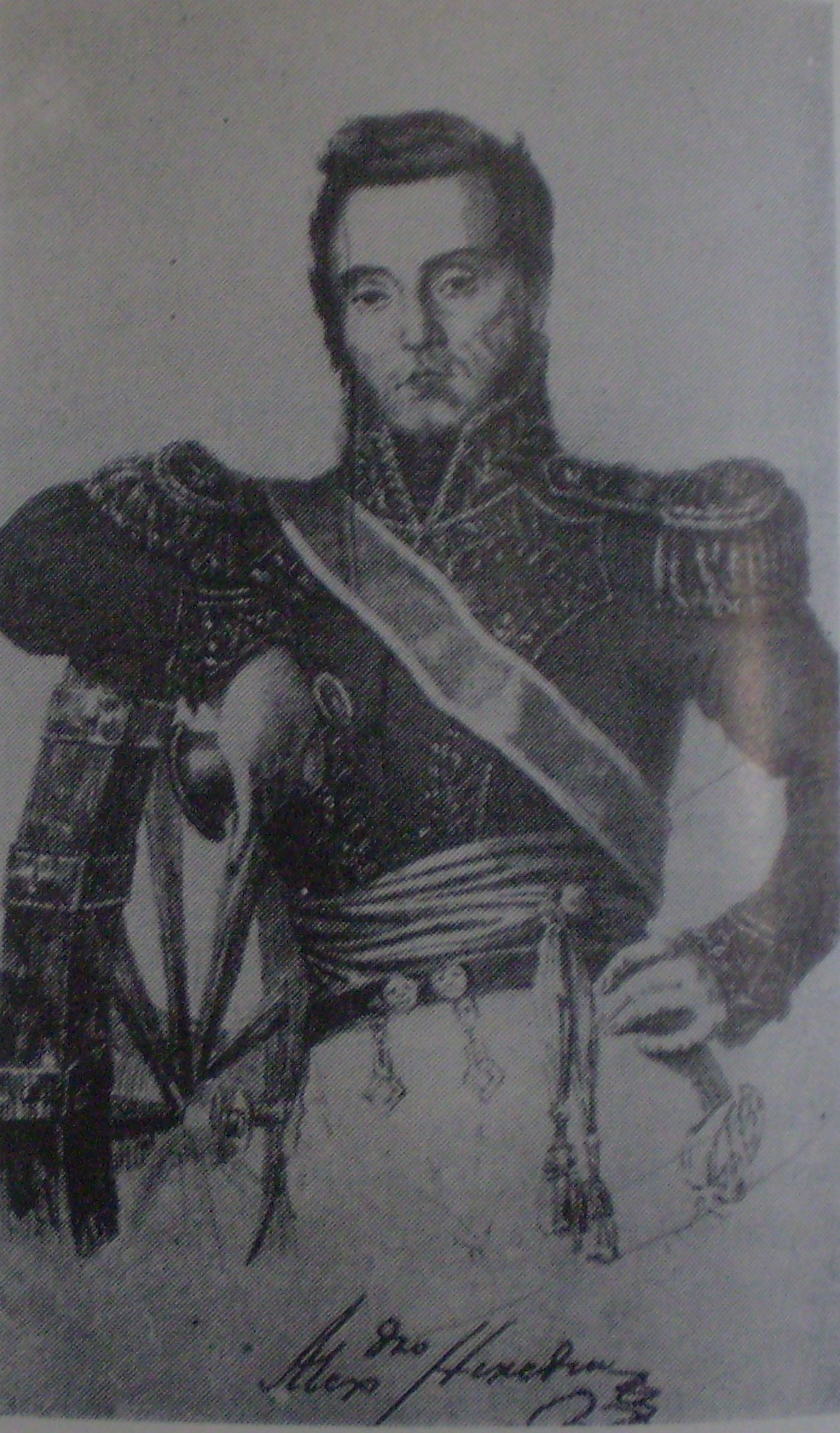
Alejandro Heredia, Comandante del Ejército del Norte

Santa Cruz, ante la inminente apertura de un nuevo frente de guerra en momentos en que ya enfrentaba a Chile; el 5 de abril, envió una carta amistosa a Rosas ofreciendo la total prescindencia de su gobierno en la política interna de la Confederación Argentina, pero Rosas hizo arrestar al mensajero, el general O'Brien, y culpó a Santa Cruz de instigador de las invasiones unitarias de Lavalle (asistida por Francia) y Rivera (aliado de brasileros y franceses) desde el Uruguay.
El 19 de mayo de 1837, ante las incursiones del Ejército Confederado Perú-Boliviano en las provincias de Salta y Jujuy, Rosas declaró la guerra a esa confederación. 

"Que, fomentando disturbios continuos en la provincia de Tucumán y Salta ha impedido el restablecimiento de la confianza y buena inteligencia necesarias para obtener por medio de una negociación pacifica la devolución de la Provincia de Tarija, incorporada a Bolivia por un acto de insurrección".
Juan Manuel de Rosas

Rosas nombró a Alejandro Heredia como comandante del Ejército del Norte, siendo sus principales subalternos los generales Gregorio Paz y Manuel Virtu, cuyas tropas estaban compuestas casi en su totalidad por bisoños soldados reclutas del noroeste.
Santa Cruz nombró a Otto Philipp Braun como comandante de las operaciones en el frente sur del Ejército Unido, secundado por los generales Francisco Burdett O'Connor, Sebastián Ágreda y Timoteo Raña. El cuartel de Braun se estableció en Tupiza en donde se concentró un ejército que no superaba los 2.400 hombres, casi todos chicheños y tarijeños
El 13 de septiembre de 1837, tropas peruano-bolivianas, al mando del alemán Otto Philipp Braun combatieron con el argentino Felipe Heredia, en Santa Bárbara cerca de Humahuaca. Asimismo, el 11 de junio de 1838, otra división argentina al mando de Felipe Heredia, fue nuevamente derrotada por las tropas al mando de Timoteo Raña en la combate de Iruya. Una fracción al mando del general Gregorio Paz fue derrotada el 24 de junio de 1838 en el combate de Coyambuyo en las serranías de Montenegro, cerca de Padcaya por las tropas al mando de Otto Philip Braun, poniendo fin de hecho a la guerra entre los argentinos y los peruano-bolivianos. 

### Anexión del Norte Argentino

Bandera de Tarija

El 26 de septiembre del año 1837, trece días después de la victoria boliviana contras los argentinos en la batalla de Huamahuaca, el Mariscal Andrés de Santa Cruz se dirige a los argentinos que habitaban estos territorios: 

El gobierno de Bolivia no quiere engrandecerse a vuestra costa, quiere verlos felices, al abrigo de las persecuciones y saqueos y que nos seáis los instrumentos de las pasiones de los Rosas y Heredias. Nada tenéis que temer: El ejército que veréis en vuestro territorio, va a proteger vuestros derechos, haciendo la guerra tan solo a vuestros opresores. Él tratará como amigos y hermanos a todos los habitantes pacíficos; pero será terrible para los que osen combatirle”.

En el transcurso del conflicto del Otto Philipp Braun, había logrado consolidar la soberanía de la Confederación Perú-Boliviana sobre el departamento de Tarija, —para la Confederación Argentina consistía en la ocupación de la Provincia de Tarija— asimismo había avanzado, más al sur ocupando territorios del norte argentino de las Provincias de Salta y Jujuy. 
En 1838, Andrés de Santa Cruz anexó al Estado Boliviano, los territorios que el Ejército Unido Perú-Boliviano, al mando de Braun había conseguido ocupar, en el que se hallan las poblaciones  de Santa Catalina, Yavi, Santa Victoria, Cangrejillos, El Pueso, Abra Pampa, Cochinoca, Pastos Chicos, y otras. Lo puso bajo dependencia del departamento de Tarija y designó autoridades bolivianas, entre las que se sucedieron Timoteo Raña, Sebastián Agreda y Bernardo Trigo.
En diciembre de 1838 el nuevo gobernador de Salta, Manuel Solá, inició contactos con sus pares del norte para, a espaldas del encargado de las relaciones exteriores de la Confederación Argentina, llevar adelante negociaciones de paz.

## Disolución de la Confederación Perú-Boliviana
El 20 de enero de 1839 las fuerzas del Ejército Restaurador Chileno-Peruano lograron la victoria en la Batalla de Yungay, luego de la cual la Confederación Perú-Boliviana se disolvió. La Confederación Argentina quedaba también victoriosa de forma indirecta, pues Santa Cruz había sido derrocado por José Miguel de Velasco. 

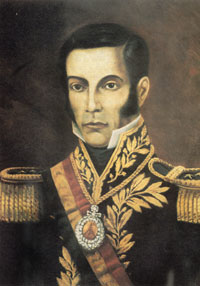
José Miguel de Velasco, Presidente de la República de Bolivia (1839-1841)

El 16 de enero de 1839, Velasco, envía una carta buscando la paz y libera a los prisioneros argentinos. Luego envió luego a Clemente Usandivaras con una propuesta de paz a los gobernadores de Salta, Jujuy y Tucumán, proponiendo:

1) Que se restituiría á la Republica sin indemnización alguna todo el territorio qe había perdido en la presente guerra.

2) Que si el Gobno de Bs Ays ó algun otro pretendia invadir á las Provas contratantes, el Gobierno de Bolivia les suministraria una suma mensual de dinero y todas las armas, municiones y demas auxilios que jusgase necesario para defender y resistir.

3) Que el Gobno de Bolivia no se referiria jamas en los negocios politicos de estas provas ni directa ni indirectamente aun que deseaba vivamente verlas constituidas bajo alga forma.

Luego Velasco le propuso una entrevista a Solá, pero no se concretó, ante la negativa a las tratativas del gobernador de Santiago del Estero, general Juan Felipe Ibarra, firme partidario de Rosas. El 14 de febrero de 1839, Velasco, comunicó al gobernador de Jujuy el fin del estado de guerra y se mostró dispuesto a negociar la cuestión de Tarija. 
El 26 de abril de 1839 el general Rosas puso fin oficialmente a la guerra sin aprovechar la derrota de Santa Cruz para avanzar sobre Tarija, permitiendo que los propios tarijeños decidieran la cuestión, estos se mantuvieron del lado boliviano. El territorio de la Puna de Jujuy, Iruya y otras poblaciones ocupadas, fueron devueltas por Bolivia en marzo de 1839.